# هايدي شميدت
هايدي شميدت (بالألمانية: Heide Schmidt)‏ (و. 1948 – م) هي صحفية، وسياسية من النمسا .

## روابط خارجية
- هايدي شميدت على موقع IMDb (الإنجليزية)
- هايدي شميدت على موقع مونزينجر (الألمانية)
- هايدي شميدت على موقع ديسكوغز (الإنجليزية)